# Juliana Azumah-Mensah
Juliana Jocelyn Azumah-Mensah (sinh ngày 15 tháng 6 năm 1950) là một chính trị gia và y tá người Ghana. Bà là Bộ trưởng Phụ nữ và Trẻ em. Bà cũng là thành viên của Quốc hội cho khu vực bầu cử Ho East.

## Tuổi thơ và giáo dục
Juliana Azumah-Mensah sinh ra tại Koforidua, thủ phủ của Vùng phía Đông Ghana. Từ năm 1956 đến 1964, cô theo học trường trung học cơ sở và chính quyền địa phương của Công giáo La Mã tại Agortime-Kpetoe ở khu vực Volta. Cô có học vấn trung học tại Trường trung học nữ OLA (Ho) tại Ho, thủ phủ của Vùng Volta, nơi cô đã đạt được cấp độ thông thường GCE năm 1969.
Cô tiếp tục đến Vương quốc Anh nơi cô được đào tạo tại Trường Điều dưỡng Ipswich East Anglia tại Ipswich, Suffolk. Cô đủ tiêu chuẩn vào tháng 8 năm 1973 với tư cách là một Y tá đã đăng ký của Nhà nước. Một năm sau, cô được đào tạo về Hộ sinh tại Bệnh viện Saint Peter's tại Chertsey ở Surrey, tốt nghiệp vào tháng 8 năm 1975 với tư cách là một Nữ hộ sinh được Nhà nước chứng nhận.
Cô đăng ký vào Đại học Birmingham để theo học sau đại học, dẫn đến việc cô có bằng Thạc sĩ Quản lý và Quản lý Y tế vào tháng 10 năm 1997.

## Sự nghiệp
Azumah-Mensah bắt đầu làm nhân viên văn thư tại Bộ Tài chính và Kế hoạch Kinh tế năm 1969. Cô rời đi để học tiếp ở Anh sau một năm. Sau đó cô làm y tá và nữ hộ sinh tại nhiều bệnh viện ở Anh.
Cô chuyển đến Ả Rập Saudi, nơi cô làm việc tại Bệnh viện Đại học King Abdulaziz từ năm 1978 đến 1984. Cô trở về Vương quốc Anh, làm việc tại Bệnh viện Đại học Mayday từ năm 1984 đến 1987.
Cô trở về Ghana năm 1988 và làm việc trong hai năm với tư cách là Y tá chính trong Giáo phận Hồ. Từ năm 2001 đến 2005, cô làm việc với Dịch vụ Y tế Công giáo. Cô đóng quân tại Hồ, nơi cô làm Thư ký Điều hành / Giám đốc Dịch vụ Y tế của Giáo phận Hồ và Giám đốc Điều phối Khu vực.

## Chính trị
Juliana Azumah-Mensah lần đầu tiên được bầu làm Thành viên Nghị viện cho Quốc hội Ho East trên vé của Đại hội Dân chủ Quốc gia (NDC) trong cuộc bầu cử quốc hội năm 2004  và giành ghế vào tháng 1/2005. Cô vẫn giữ được ghế của mình trong cuộc bầu cử năm 2008.
Cô lần đầu tiên được Tổng thống John Atta Mills bổ nhiệm làm Bộ trưởng Du lịch vào năm 2009. Cô được chuyển sang làm Bộ trưởng Phụ nữ và Trẻ em vào tháng 1 năm 2010, cho đến năm 2012.

## Gia đình
Cô ấy đã kết hôn và có hai đứa con. Cô đến từ Agortime-Kpetoe ở Vùng Volta của Ghana.